# 見沼 (さいたま市緑区)
見沼（みぬま）は、埼玉県さいたま市緑区の大字。郵便番号は336-0915。

## 地理
さいたま市緑区中央部の沖積平野に位置する。地区の東側で南部領辻や大崎に、南側で大牧に、西側で芝原に、北側で宮本や宮後に隣接する。耕地整理により誕生した大字であり、見沼田んぼが広がっている。全域が市街化調整区域である。

### 河川
- 芝川
- 見沼代用水西縁

## 歴史
- 1977年（昭和52年）12月28日 - 土地改良事業により、浦和市（当時）の大字三室および大字大間木の各一部から大字見沼が成立[5][6]。
- 1996年（平成8年） - 地内を通る国道463号越谷浦和バイパス（新見沼大橋有料道路）が開通する[7]。
- 2001年（平成13年）5月1日 - 浦和市・大宮市・与野市が合併し、さいたま市が発足。同市の大字となる。
- 2003年（平成15年）4月1日 - さいたま市が政令指定都市に移行し、同市緑区の大字となる。

## 世帯数と人口
2019年（平成31年）1月1日現在の世帯数と人口は以下の通りである。
| 丁目     | 世帯数 | 人口 |
| -------- | ------ | ---- |
| 大字見沼 | 9世帯  | 24人 |

## 小・中学校の学区
市立小・中学校に通う場合、学区（校区）は以下の通りとなる。
| 番地 | 小学校                 | 中学校                 |
| ---- | ---------------------- | ---------------------- |
| 全域 | さいたま市立芝原小学校 | さいたま市立三室中学校 |

## 交通

### 道路
- 国道463号
- 国道463号越谷浦和バイパス
  - 新見沼大橋有料道路
- 見沼農道[9]
- 見沼グリーン農道
- 一の橋通り

## 施設
- 見沼氷川公園
  - 氷川女体神社祭祀遺跡
- 見沼第一土地改良区揚水場